# 텐텐 (음악 그룹)
텐텐은 대한민국의 전 음악 그룹이다. 2015년 싱글 앨범 [아모미아]로 데뷔했다.

## 음반
- 아모미아 (2015)
- 좋아한다 말해 사랑한다 그래 (2015)
- R U Ready (2016)

## 경력
- 한국재능기부봉사단 재능기부 홍보대사 (2015)